# جومبو (طبق)
منشأ طبق حساء البامية أو حساء البامية هو جنوب لويزيانا، حيث أعده المستعمرون اللويزيانين (الكريول) خلال القرن الثامن عشر. يتكون هذا الطبق عادةً من المرق والبامية واللحوم أو الأسماك الصدفية والخضار المثخنة والمتبلة وقد تشمل الكرفس والفلفل والبصل. ويصنف حساء البامية غالبا من النوع ثخين الاستخدام: بامية الخضار الأفريقية ومسحوق التوابل الشوكتو (اوراق السسافراس المجففة واليابسة) والروكس وهي طريقة فرنسية والتي تحضر بالدُهن والدقيق. واشتق اسم هذا الطبق اما من الكلمة البانتوية للبامية (كينغومبو) أو من كلمة الشوكتو للفايل (كومبو).وتوجد عدة أنواع مختلفة، ففي نيو اورليانزمايعرف حساء البامية الكريولية، وتختلف طريقة تحضيرها من بيت إلى بيت آخر ومع ذلك ما تزال باقية على أصولها الأفريقية والمحلية. وقام الكريوليين في نهر كين بجعل حساء البامية أكثف بعشبة الفايل. وبعدما يتم تجهيز المكونات الأساسية، يتم طهي الخضار ومن ثم إضافة اللحم وبعد ذلك يتم تركه يغلي ببطيءثم يضاف إليه المحار وبعض التوابل عندما يوشك على النضج عادة ما يتم تقديم حساء البامية مع الأرز.
و يجمع الطبق بين مكونات وتجارب طهي من عدة ثقافات بما في ذلك غرب أفريقيا والثقافة الفرنسية والإسبانية والألمانية والشوكتو. وقد تكون يخنة حساء البامية استندت على الأطباق التقليدية الغرب أفريقية أو المحلية أو قد تكون استخلصت من طبق ال«بويابيز» الفرنسي. تم تحضيرها لأول مرة في عام 1802، وكانت مدرجة في كتب الطبخ المختلفة في النصف الأخير من القرن التاسع عشر. واكتسب الطبق شعبية واسعة في عام 1970, بعد ان اضافت كافتيريا الولايات المتحدة (سينيت) الطبق لقائمة الطعام وذلك تكريما للسيناتور لويزيانا إليندر. وشجعت شعبية طهاة لويزيانا (ولاية لويزيانا) على الاهتمام الزائد بيخنة جومبو مثل جستن ويلسون في عام 1970 و1980. كما يعد الطبق الرسمي في ولاية لويزيانا.

## أصل التسمية
قدم العلماء والطهاة تفسيرات مختلفة لأصل كلمة «جومبو». 
وقد أُطلق اسم الطبق بعد إضافة واحد من اثنين من المكونات الرئيسية وهي البامية أو (الفايل). 
وفي لغة البانتو التي يتحدث بها العديد من العبيد من أفريقيا الوسطى، كان تعرف بامية الخضروات ب (كينغومبو) أو (كوينغومبو). والكلمة هي أقرب إلى (يومبيندواشينغومبو) وإلى (التشيلوباشينغومبو) أي البامية. وتسمى أوراق الساسافراسوالـ«فايل» في لغة سكان الشوكتو الأصليين بالكومبو.

## الأصناف
وتظهر جومبو الكريول «المطبوخة بالأرز» التي توجد بين كل الطبقات والإثنيات في الجنوب وخاصة في نيو أورليانز، على طاولات الفقراء والأثرياء. 
فهو طبق يشبه الحساء ولكنه أكثر تتبيلًا ويجمع بين عدة أنواع من اللحوم أو المأكولات البحرية مع قواميشبه المرق. ويمكن استخدام أي مزيج من اللحوم أو المأكولات البحرية ولكن منفصلين مع استثناء استخدام نسخة نيو اورليانز التقليدية التي تجمع كلا من المأكولات البحرية والنقانق. قد تحتوي حساء البامية اللحوم من الدجاج والبط أو السنجاب والأرنب أو التمساح. أما يخنة جومبو المأكولات البحرية تحتوي على الجمبري وسرطان البحر (كاملًا أو لحمه فقط) وأحيانا المحار باستثناء النقانق ولحم الخنزير. عادة لا يتم استخدام لحم البقر ولحم الخنزير. ومعظم أصناف حساء البامية يتم تتبيلها مع البصل والبقدونس والفلفل والكرفس. أما اليوم فمعظم الناس يميلون إلى جومبو المأكولات البحرية وأيضاً جومبو النقانق والدجاج. 
ويعد جومبو البيض والجمبري علاجاً حقيقياً.

## المثخنات
يستخدم الدُهن والدقيق عادة لتثخين وتكثيف القوام. ولا تتم إضافة أوراق السسافراس التي تعرف بـ (فايل) الا بعد الانتهاء من طهي الخضار واللحوم أو المأكولات البحرية أو كليهما وإزالتها من مصدر الحرارة. ويكون استخدام الـ (فايل) اختياري أي غير ضروري. واستخدام البامية والطماطم ما هو الا تأثير من سكان المستعمرة (على الرغم من انه الطهاة الفرنسييون قدقدموا الطماطم في القرن التاسع عشر).
نكهة الطبق تعتمد على فترة طهيه على النار. فكلما زادت مدة طهي الدُهن والدقيق قبل اضافته إلى حساء البامية كلما أصبح لونه داكنًا وزادت نكهته وكلما أصبح لونه داكنًا قلّت ثخانته.

## جومبو ز-هربس (جومبو بالأعشاب)
عندما كان الكاثوليك يمتنعون عن تناول اللحوم خلال فترة الصوم الكبير كانت تقدم جومبو ز-هربس في كثير من الأحيان.فصنف جومبو الخالي من اللحم يسمى جومبو ز-هربس (حرفيا «يخنة البامية جومبو مع الأعشاب» وتم اختصارها إلى البامية العشبية) ويحتوي هذا الصنف على مجموعة كبيرة من النباتات الخضراء بما في ذلك اللفت والخردل والسبانخ. ويتم طهي الخضار عن طريق هرسه وتصفيته بواسطة المنخل للحصول على سائل أخضر كثيف. ويستغرق إعداد هذا النوع من يخنة حساء البامية وقتاً طويلاً، ونتيجة لتخفيف فروض الصوم الكبير أصبح الطبق أقل شعبية. ونادراً ما يقدم في المطاعم. ففي وقتنا الحاضر تمت إضافة لحم الخنزير وسرطان البحر لهذا النوع من حساء البامية. 
وربما تكون جومبو الأعشاب قد نشأت مع الفرنسيين والألمان، أو سكان غرب أفريقيا. حيث تشابه كثيراً الطبق الفرنسي (بالفرنسية: potage aux herbes)‏ أي (حساء الأعشاب) بالإضافة إلى طبق (كالالو) الأفريقي. ويعتبر هذا الطبق شبيه لطبق عادة ما يؤكل في ألمانيا في الخميس المقدس. وغالبا ما يقدم الكاثوليك الألمان الذين يطيعون قواعد الصوم الكبير في هذا اليوم الحساء المصنوع من سبعة أنواع مختلفة من الخضار.

## بداية
تستخدم كلمة جومبو عادة كـكناية عن مزيج من الثقافات في جنوب لويزيانا. يجمع ذلك الطبق بين تطبيقات طهي مختلفة كالفرنسية والإسبانية والقبائل والأفريقية والإيطالية والألمانية. عاشت تلك الثقافات معا في منطقة صغيرة نسبيا وحركة محدودة جدا في القرن الثامن عشر والتاسع عشر مما أدى إلى تعزيز بيئة بحيث يمكن للثقافات أنتندمج ببعضها البعض وتؤدي إلى خلق عادات وطبخات جديدة.
«يجسد طبق يخنة البامية (جومبو) كلمة»كريول «، فقد ظهرت البامية في العالم الجديد واخذت لمحة من الماضي ولكن بشكل جديد»

## نبلاء سينيثيا
شهد إنشاءنيو أورلينز عام 1718بدايةمستعمرة فرنسية في لويزيانا.
تحالف المستوطنين الفرنسيين مع القبائل المحلية بما فيها شوكتو والاباماوشيروكي بحيث تعلموا منهم طرق جديدة للطهي وطرق لتحديد النباتات الصالحة للأكل. بدأت سفن العبيد بالوصول إلى لويزيانا عام 1719. تحمل السفينة الأولى الأرز والخبراء في زراعته وقد تكيفت الحبوب جيدا مع البيئة فخلال سنوات قليلة أصبح الأرز يزرع على طول نهر المسيسيبي.
وفي عام 1721 استقر ما يقارب 125 ألماني على بعد 40 ميلا من نيو أورلينز وقاموا بإدخال فن عمل النقانق.
وفي عام 1746 كان يقدر عدد السكان البيض في لويزيانا ما يقارب 3200 مع ما يقارب 4730 من السكان ذوي البشرة السوداء. وقد فاق عدد ذوي البشرة السوداء على ذوي البشرة البيضاء في معظم مناطق لويزيانا على الاقل حوالي الاربعين سنة المقبلة. وفي عام 1762 تم نقل المستعمرة من سيطرة الفرنسيين إلى الإسبانيين.
فقد نشطت الحكومة الإسبانية التجنيد للمستوطنين في لويزيانا الإسبانية. حينها انتقل ما يقارب 2,000 شخص من جزر الكناري إلى المنطقة الواقعة جنوب نيو اورلينز.وكان هؤلاء المستوطنون في المقام الأول صيادين الذين سرعان ما بدأوا بتوريد كميات كبيرة من الجمبريوسرطان البحر والمحار إلى أسواق المواد الغذائية في نيو اورلينز. وجلب أيضا سكان جزر الكناري «الحب للأغذية المصنعة جيدا» بما في ذلك استخدام بذور الفليفلة والفلفل الأحمر الحار.
منحت السلطات الإسبانية عددا كبيرا من متحدثي الفرنسية للانتقال من شمال شرق أمريكا الشمالية إلى ولاية لويزيانا. من عام1755 إلى 1795انتقلما يقارب 3000 من هؤلاء المستوطنين إلى مناطق جنوبوغربنيو اورلينز.
في عام 1800 عادت لويزيانا إلى فرنسا بشكل سري. وفي عام 1803 قامت بشرائها الولايات المتحدة الأمريكية. وفي عام 1812 أصبح الجزء الجنوبي من ولاية لويزيانا الإقليمية بما فيها نيو اورلينز مقر دولة لويزيانا. وقد قدم العمال الجدد اطعمة جديدة بما فيها خضرة البامية الأفريقية ونباتات الفلفل الحار والتي من المرجح انها جاءت من هاييتي. يعد الفلفل والبصل من تقاليد الطهي الأفريقية والإسبانية.وأدخل الطهاة الفرنسيون الطماطم إلى المنطقة بعد فترة وجيزة في القرن التاسع عشر ولكن لم يتم استخدامهافي طبق حساء البامية التي صنعها الكريول.

## اصول الكريول
يتفق العلماء على ان حساء البامية أنشأها الكريول في لويزيانا في اوائل القرن الثامن عشر. وفقا لاقتراح أحدهم فإن حساء البامية هي إعادة ظهور للطهي الأفريقي التقليدي. يستخدم سكان غرب أفريقيا البامية كمكون أساسي لكثير من الأطباق بما في ذلك الحساء وكثيرا ما يطهى مع اللحم والجمبري مع الملح والفلفل والتوابل. تم تعديل الطبق في لويزيانا بإضافة مكونات تم ادخالها عن طريق ثقافات أخرى.وتشير السجلات انه بحلول عام 1764 قام الأفريقيين من ذوي البشرة السوداء بطهي حساء البامية مع الأرز وجعل منها وجبة طعام. قد تكون حساء البامية اشتقاق من الحساء الفرنسي التقليدي وخاصة حساءالسمك. حافظ بعض خبراء الطهي بما فيهم سيليسن اويستس في اوائل القرن العشرين على كون حساء البامية طبق للمناسبات الخاصة للقبائل المحلية.
وهذا يضمن مزيدا من ممارسات الكريولـواخر القرن الثامن عشر. وفي ذلك الوقت يعد الـرز من الكماليات الفاخرة للعديد من الكريول. كانوا يقدمون حساء البامية على طبق من الذرة وذلك يعد اشتراك شائع من القبائل المحلية. وقد اشتق استخدام الذرة ومسحوقها من المطبخ المحلي. واختلطت تلك النظريات في اسطورة المقلاة المحلية أو الانتفاضة الداخلية. وفقاللأساطير. ففي عام 1722 اجتمع المستعمرات الفرنسيات في منزل المحافظ بينفيل في نيو اورلينز احتجاجا على عدم توفر المكونات المألوفة عندها قامت مدبرة منزل بينفيلوالسيدة انجلوا بتعليم النساء كيفية تحسين اساسيات حساء البامية. تستخدم السيدة انجلوا مع حساء البامية مكون سبق للنساء معرفتهم عن طريق خدمهم من ذوي البشرة السوداء. وقد قامت السيدة بتعريف النساء على مكونات شائعة في مطبخ الشوكتومثل الارز والجمبري والمسحوق الفرنسي وجراد البحر.

## تطورها
ظهرت أول مراجع مكتوبة عن حساء البامية في اوائل القرن التاسع عشر. وصف جون سيبلي في عام 1802 " طبق يسمونه حساء البامية والذي تم إعداد كنوع ثقيل من الحساء ويأكل مع الارز فهو طبق الجميع غداء أو عشاء. وفي العام التالي استضاف الحاكم الفرنسي بيبيركيلمينت دي وتم تحضير 24 نوع مختلف من أطباق حساء البامية.
وفقا للمؤلف سينثيا ليجون فإن هذين الحدثين «تعطي مؤشرات لشعبية حساء البامية الإسبانية وتوضح ان الطبق يمكن ان يكون متواضع ويمكن أن يكون راقي». كتاب الطبخ 1824 لربة المنزل ماري راندولف في فرجينياكان أول كتاب يذكر وصفة للجومبو. سمي «حساء البامية – طبق الهند الغربية» كانت الوصفة بشكل بسيط توضح كيف يتم غلي البامية وتحملها إلى الحساء المعروف بحساء البامية. تضمن الكتاب نفسه وصفة «حساء اوكرا» مصنوع من بامية وبصل ودجاج ولحم مقدد وطماطم وفاصوليا سميكة مع طحين. على الرغم من ان تلك الوصفة تشبه طبق حساء البامية الا انها تشبه طبق الكاريبي أكثر. وقد تم ذكر وصفة مشابه لتلك في كتاب طبخ ماريون كابيلتايري 1879. وصفت مدبرة منزلها في فيرجينا القديمة «حساء البامية كريول» البامية مع الدجاج والمحار والبهارات والقرنفل والفلفل الأحمر والأسود والبقدونس والزعتر. وكتاب الطبخ «ما تعرفه السيدة فيشر عن الطهي الجنوبي القديم» تمليه عليها أحد العبيد السابقين ابي فيشر ويحتوي الكتاب على ثلاث وصفات للجومبو. «حساء جومبو بالمحار» يستخدم مسحوق ساسافراس كأساس، «جومبو اوكرا» و «جومبو الدجاج» استخدما البامية فيهما كأساس. بعد مرور أربعة سنوات وثق كتاب «مطبخ الكريول» ثمانية اصناف جومبو. لم يستخدم في أي منهم النقانق ولكن تم استخدام لحم الخنزير فيهم. بقيت حساء البامية أكثر شعبية إلى السبعينات على ساحل الخليج في الولايات المتحدة. واكتسبت شهرة أكبر حين وفاة عضو مجلس الشيوخ الأمريكي الين الندر. وقال مواطن في منطقة تيريبون لوزياناأن كثير من الاحيان كان الندر يطبخ حساء البامية لزملائه ومن بينهم خمسة رؤساء أمريكيين. وبعد وفاة الندر 1972 وجه مجلس الشيوخ امرا للكافتيريا التابعة له بإضافة جومبو كريول لوزيانا المصنوعة من المأكولات البحرية إلى قائمتهم الخاصة تكريما لالندر. وقد أصبح لدى الطبق شهرة واسعة بحلول الثمانينات وحفز ذلك الطاهي بول ان يستخدم الكاجون للطهي.

## تحضيرها وتقديمها
تطبخ يخنة حساء البامية غالبا على نار هادئة طوال اليوم. تحمر اللحوم «من غير المأكولات البحرية» غالبا وتزال عن النار – وقد علق جون لودون على اهمية التحمير ليس فقط للبامية، ولكن أيضا للنكهات المضافة التي توجد في طرق الاكل في لوزيانا. يتم طهي البامية والرو قبل الخضروات الأخرى والمأكولات البحرية. تتم ازالة البامية من الحرارة عندما تصل إلى التماسك المناسب بينما رو تظل في الوعاء. ثم تضاف الخضروات المبهرة إلى الصلصة. وعندما تتحول إلى هريسة (يسمى غالبا «المطبوخ بالأسفل») يتم إضافة اللحم والبامية إلى الوعاء مع الماء، ثم يتم غليها وهي مكشوفة حتى يتماسك اللحم كما هو تشتمل على التوابل مثل الفلفل الأحمر والأبيض والأسود واوراق الغار والزعتر وتضاف الشطة والملح على حسب الذوق .
وفقا للنبلاء «تعد توابل حساء البامية أساسية وفي لوزيانا تعتبر إضافة النكهة المناسبة فنا» لأن طهاة المأكولات البحرية بسرعه ما لا يضيفونها إلى الوعاء حتى تنتهي المهمة .
وفي حال الانتهاء من طهي حساء البامية، يتم نثر بقدونس وبصل اخضر، ويتم إضافة المسحوق حسب الرغبة .
يتم تقديم جومبو الكريول مع الأرز حتى يكون بالإمكان اطعام عدد كبير من الناس. ويتم تقديم جومبو الاعشاب مع الأرز على الجانب. يتم تقديم حساء البامية غالبا من الوعاء على الموقد مباشرة ولكن بعض المنازل الأكثر ثراء يتم نقل الوعاء إلى الطاولة. دائما ما تكون حساء البامية مع الخبز إذا كانت حساء البامية الطبق الوحيد في الوجبة ولكن الاسر الأكادية تقدمه مع سلطة بطاطس جانبية .تقدم حساء البامية على انها جزء كبير في القائمة . تعطي سونيات امثلة على أنواع رئيسية من جومبو الكريول مع التقاليد العائلية.

## الجوانب الاجتماعية
يصف سي بيج جومبو الكريول في طرق الاكل عند الكاجون«بالطبق الاقتصادي» الذي من خلاله «يتم اطعام عدد كبير من الناس مع كمية لحم أو مأكولات بحرية قليلة» واتفق النبلاء على ان «إحدى السمات المميزة لجومبو الكريول، انه بوعاء واحد يمكن بسهولة ان تضاعف الكمية إلى ضعفين أو ثلاثة وتعتبر دائما خيار جيد لإطعام الناس إذا كان عددهم كثيرًا».
وفي هذا الطبق أيضا يمكن ان يستخدم الطهاة كمية قليلة من مكونات مختلفة لم تكن كافية لإعداد وجبة كاملة . يعد ذلك الطبق وسيلة مفيدة لاستخدام بقايا اللحوم والمأكولات البحرية القابلة للتلف. فإن حساء البامية تقدم كثيرا في المناسبات الاجتماعية والخاصة وغيرها في لويزيانا منذ القرن التاسع عشر. وغالبا ما تقدم أيضا في حفلات الرقص ابتداء من منتصف الليل. تستمع العديد من العائلات «بدعوة لتناول الجامبو»، أو باجتماعاتها المعتادة مع الاصدقاء وغيرها بطبق الجامبو مع المشروبات الكحولية.
تعد الجامبو في ريف اكادانا والمعروف باسم رعايا الكريول في جنوب لويزيانا سمة اساسية في احتفالاتهم . 
في ماردي غرا، يتجول الرجال من المحليين من منزل لآخر مترجين الحصول على مكونات حساء البامية في حدث معروف باسم كورير دي ماردي غرا . بعد ذلك يجتمع أعضاء المجتمع المحلي في موقع مركزي في حين الطهاة يطبخون حساء البامية وعندما تنضج، يأكلون ومن ثم يرقصون إلى منتصف الليل حيث يبدأ وقت الصوم. تعتبر حساء البامية الطبق الرئيسي في لويزيانا. غالبا ما يكون محور مسابقات الطهي التنافسية حول طبخ حساء البامية وتعد سمة اساسية في العديد من المهرجانات المحلية. حيث تقام بطولة حساء البامية العالمية سنويا في نيو ايبيريا في لويزيانا.
تصف بريدج ستي، في لويزيانا نفسها ب «عاصمة حساء البامية العالمية» حيث يقام فيها مهرجان حساء البامية السنوي. ويمتاز وعاء حساء البامية للمهرجان بكونه عميق حوالي 3 اقدام ويكون من حديد وقطره حوالي 5 اقدام. والوعاء الأكثر شيوعا في المهرجان يكون عمقه وقطره ما يقارب قدمين.